# Schweizer Löwe

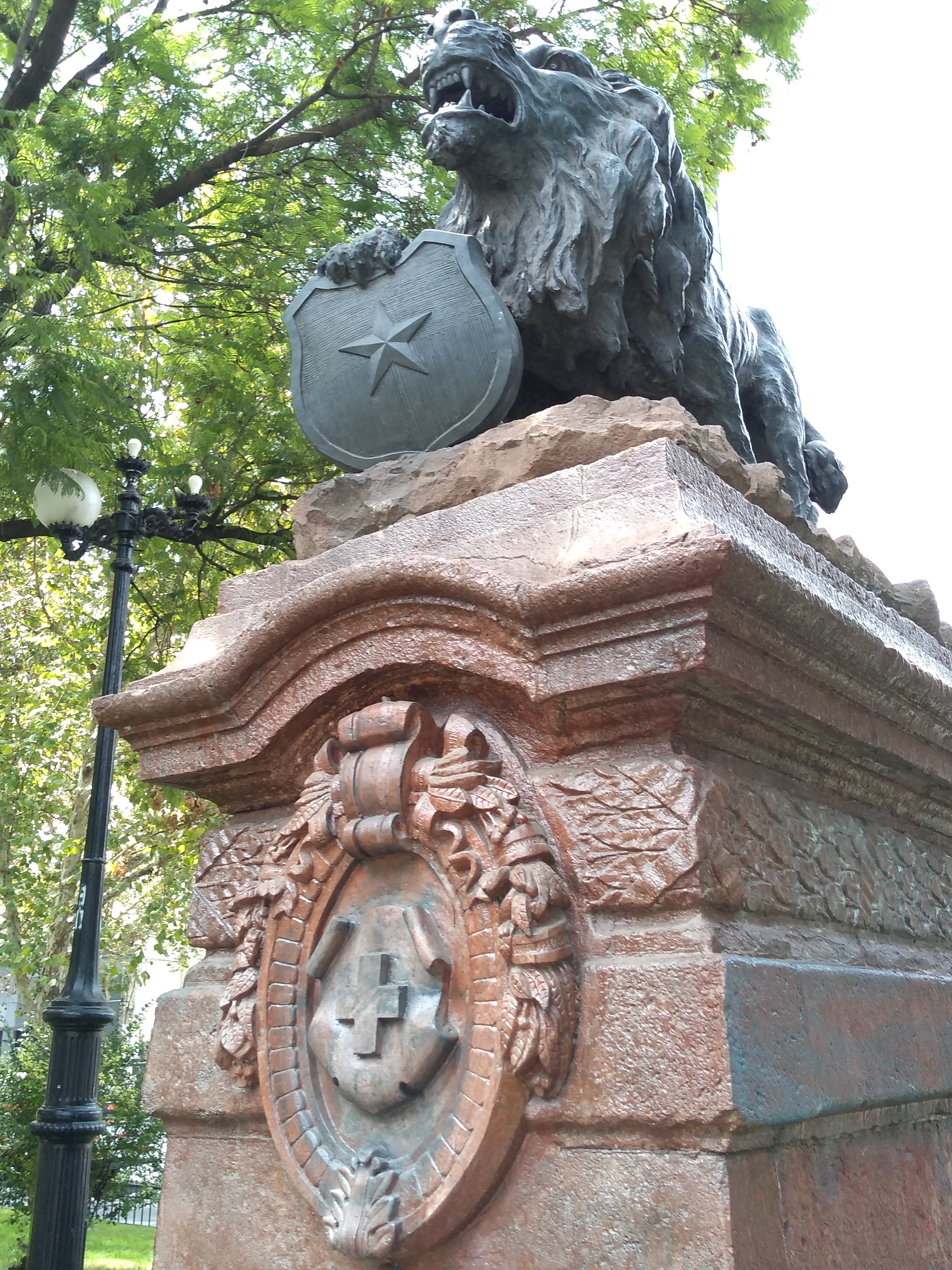
Der Schweizer Löwe von Santiago de Chile (2020)

Der Schweizer Löwe (spanisch León Suizo) ist eine skulpturale Gedenkstätte in Santiago de Chile, die von der ansässigen Schweizer Minderheit in Chile anlässlich des 100. Jahrestages der Unabhängigkeit des südamerikanischen Landes erbaut wurde, als Zeichen der Dankbarkeit der europäischen Einwanderer für die gute Aufnahme durch das chilenische Volk. Es befindet sich an der Hauptstraße der chilenischen Hauptstadt, der Avenida Libertador General Bernardo O’Higgins, bekannt als „La Alameda“ (Pappel-Allee).

## Geschichte
Das Denkmal wurde im Jahr 1910 in einer Zeremonie unter dem Vorsitz des Präsidenten der damaligen Schweizer Gemeinschaft, Luis Hüe Druz, zusammen mit dem damaligen Bürgermeister der Gemeinde Santiago, Luis Moreno, eingeweiht. In ihrer Ikonographie wird die Skulptur von einem brüllenden Löwen dargestellt, während er das chilenische Nationalwappen vor sich hält. Beide Figuren sind in Bronze gestaltet und befinden sich auf einem in Stein gemeißelten Sockel, auf dessen Vorderseite das eidgenössische Wappen der Schweiz eingraviert ist.
Während des späten 19. und frühen 20. Jahrhunderts kamen Tausende Schweizer Familien als Einwanderer nach Chile, um einige Regionen im Süden Chiles (vor allem in der Region „kleiner Süden“ oder chilenische Schweiz sogar genannt) zu bevölkern und zu kolonisieren. Diese Aufgaben wurden bereits zuvor von anderen europäischen Einwanderern, hauptsächlich deutschen Siedlern, übernommen.
Das Denkmal wurde während der zweihundertjährigen Feierlichkeiten in Chile restauriert und im Jahr 2011 wiedereröffnet.
Der Deutsche Brunnen (sinngemäß spanisch Fuente Alemana) ist ein weiteres Gedenkmal, das anlässlich derselben Feier von der deutschen Minderheit in Chile gestiftet wurde.